# Бедойя, Мария Долорес
Мария Долорес Бедойя де Молина (исп. María Dolores Bedoya; 20 сентября 1783, Гватемала, Новая Испания — 9 июля 1853, Гватемала) — гватемальский  общественно-политический деятель, активистка движения за независимость Гватемалы от Испании.
Известная своей ролью в движении за независимость Центральной Америки от Испанской империи. Признана национальной героиней Гватемалы.

## Биография
В 1804 г. вышла замуж за врача Педро Молину, позже ставшего политиком и лидером движения независимость. Пара переехала в Гранаду (Никарагуа), где Педро Молина служил военным врачом до 1811 года; в 1814 г. Семья вернулась в Гватемалу.
Здесь она начала активно поддерживать борьбу своего мужа за независимость. Выступала в печати, организовывала общественные шествия.
В 1823 года, после падения Первой Мексиканской империи Агустина де Итурбиде, её муж входил в состав первого исполнительного триумвирата новой независимой Федеративной Республики Центральной Америки, и был первым президентом триумвирата.
Пара провела последние годы в политическом изгнании в Антигуа. 
Умерла после продолжительной болезни.
Её сын дипломат Фелипе Франсиско Молина и Бедойя.

## Память
- В стране проводятся ежегодные празднования в память о её вкладе в историю Гватемалы.
- В честь М. Бедойя воздвигнута статуя
- О её жизни снят биографический фильм
- Учреждён орден за заслуги, носящий её имя– «Орден Долорес Бедойя де Молина», которым награждают женщин за заслуги в прогрессе и развитии Гватемалы.